# 和田吉次
和田 吉次（わだ よしつぐ）は、戦国時代の武将。朝倉義景家臣。

## 経歴・人物
天正元年8月（1573年9月）の一乗谷城の戦いにて朝倉義景に従い、討死した。